# مسرشميت بي إف 161
ماسرشميت بي إف 161 نموذج مبدئي لطائرة استطلاع ألمانية تعود إلى ثلاثينيات القرن العشرين.

## تطوير
بي إف 161 كانت طائرة استطلاع متخصصة، تستند إلى بي إف 110، ومماثلة للطائرة مسرشميت بي اف 162، المصممة كقاذفة خفيفة. النموذج الأولي V1 كان مدعومًا من قبل اثنين من محركات Junkers Jumo 210 المضمنة وطارت لأول مرة في 9 مارس 1938. أعقب ذلك نموذج أولي، V2، مدعوم بمحركين من طراز Daimler-Benz DB 600a والذي طار لأول مرة في 30 أغسطس 1938.
لم تدخل الطائرة الإنتاج، حيث تقرر قريبًا عدم الحاجة إلى نوع جديد من الطائرات، ويمكن أن تؤدي المتغيرات من طراز بي أف 110 لدور الاستطلاع.

## المواصفات (Bf 161 V1)
- ماسرشميت بي إف 110
- مسرشميت بي اف 162